# Satyrium kingi
Satyrium kingi is een vlinder uit de familie van de Lycaenidae. De wetenschappelijke naam van de soort werd als Strymon kingi in 1952 gepubliceerd door Klots & Clench.